# Diocesi di Sault Sainte Marie
La diocesi di Sault Sainte Marie (in latino: Dioecesis Sanctae Mariae Ormensis) è una sede della Chiesa cattolica in Canada suffraganea dell'arcidiocesi di Kingston. Nel 2022 contava 130.230 battezzati su 402.959 abitanti. È retta dal vescovo Thomas Dowd.

## Territorio
La diocesi comprende parte della provincia canadese dell'Ontario. Include i distretti di Sudbury e di Algoma, la parte del distretto di Nipissing che contorna a nord e ad ovest il lago Nipissing; e l'isola Manitoulin nel lago Huron.
Sede vescovile è la città di Sault Sainte Marie, dove si trova la cattedrale del Preziosissimo Sangue. A North Bay si trova la procattedrale dell'Assunzione.
Il territorio è suddiviso in 91 parrocchie, raggruppate in 4 regioni pastorali: Nipissing, Sudbury, Manitoulin-North Shore e Algoma.

## Storia
La diocesi è stata eretta il 16 settembre 1904 con il breve In sublimi di papa Pio X, ricavandone il territorio dalla diocesi di Peterborough.
Il 29 aprile 1952 ha ceduto una porzione del suo territorio a vantaggio dell'erezione della diocesi di Fort William (oggi diocesi di Thunder Bay).
Il 18 marzo 2017 ha ceduto i centri abitati di Pie Mobert e Manitouwage alla diocesi di Thunder Bay.
La residenza dei vescovi era originariamente a North Bay, successivamente è stata trasferita a Sudbury.

## Cronotassi dei vescovi
Si omettono i periodi di sede vacante non superiori ai 2 anni o non storicamente accertati.
- David Joseph Scollard † (20 settembre 1904 - 7 settembre 1934 deceduto)
- Ralph Hubert Dignan † (22 dicembre 1934 - 22 novembre 1958 deceduto)
- Alexander Carter † (22 novembre 1958 succeduto - 3 maggio 1985 dimesso)
- Marcel André Joseph Gervais † (3 maggio 1985 - 13 maggio 1989 nominato arcivescovo coadiutore di Ottawa)
- Jean-Louis Plouffe (2 dicembre 1989 - 12 novembre 2015 ritirato)
- Marcel Damphousse (12 novembre 2015 - 6 maggio 2020 nominato arcivescovo coadiutore di Ottawa-Cornwall)
- Thomas Dowd, dal 22 ottobre 2020

## Statistiche
La diocesi nel 2022 su una popolazione di 402.959 persone contava 130.230 battezzati, corrispondenti al 32,3% del totale.
| anno | popolazione | popolazione | popolazione | presbiteri | presbiteri | presbiteri | presbiteri                | diaconi | religiosi | religiosi | parrocchie |
| anno | battezzati  | totale      | %           | numero     | secolari   | regolari   | battezzati per presbitero | diaconi | uomini    | donne     | parrocchie |
| ---- | ----------- | ----------- | ----------- | ---------- | ---------- | ---------- | ------------------------- | ------- | --------- | --------- | ---------- |
| 1950 | 99.098      | 350.000     | 28,3        | 169        | 106        | 63         | 586                       |         | 79        | 486       | 73         |
| 1966 | 165.900     | 390.000     | 42,5        | 256        | 145        | 111        | 648                       |         | 108       | 570       | 98         |
| 1970 | 160.000     | 342.000     | 46,8        | 240        | 133        | 107        | 666                       |         | 113       | 560       | 107        |
| 1976 | 165.000     | 400.000     | 41,3        | 229        | 126        | 103        | 720                       | 2       | 121       | 460       | 94         |
| 1980 | 172.400     | 431.000     | 40,0        | 202        | 117        | 85         | 853                       | 31      | 101       | 450       | 99         |
| 1990 | 224.469     | 443.000     | 50,7        | 152        | 102        | 50         | 1.476                     | 107     | 62        | 340       | 129        |
| 1999 | 218.850     | 392.315     | 55,8        | 122        | 90         | 32         | 1.793                     | 107     | 34        | 225       | 117        |
| 2000 | 218.850     | 392.315     | 55,8        | 121        | 90         | 31         | 1.808                     | 109     | 34        | 213       | 114        |
| 2001 | 218.850     | 392.315     | 55,8        | 117        | 86         | 31         | 1.870                     | 109     | 34        | 213       | 118        |
| 2002 | 218.850     | 392.315     | 55,8        | 110        | 82         | 28         | 1.989                     | 102     | 31        | 210       | 114        |
| 2003 | 218.850     | 392.315     | 55,8        | 106        | 82         | 24         | 2.064                     | 100     | 25        | 198       | 113        |
| 2004 | 206.405     | 373.590     | 55,2        | 109        | 85         | 24         | 1.893                     | 102     | 29        | 196       | 113        |
| 2010 | 230.000     | 417.000     | 55,2        | 98         | 85         | 13         | 2.346                     | 95      | 15        | 171       | 114        |
| 2014 | 239.200     | 436.000     | 54,9        | 90         | 80         | 10         | 2.657                     | 66      | 11        | 163       | 93         |
| 2017 | 247.680     | 451.230     | 54,9        | 89         | 72         | 17         | 2.782                     | 62      | 18        | 147       | 94         |
| 2020 | 130.230     | 402.959     | 32,3        | 91         | 72         | 19         | 1.431                     | 26      | 19        | 109       | 91         |
| 2022 | 130.230     | 402.959     | 32,3        | 93         | 77         | 16         | 1.400                     | 46      | 16        | 103       | 91         |